# Station Uttoxeter
Uttoxeter is een spoorwegstation van National Rail in Uttoxeter, East Staffordshire in Engeland. Het station is eigendom van Network Rail en wordt beheerd door East Midlands Railway. 